# Monierzange

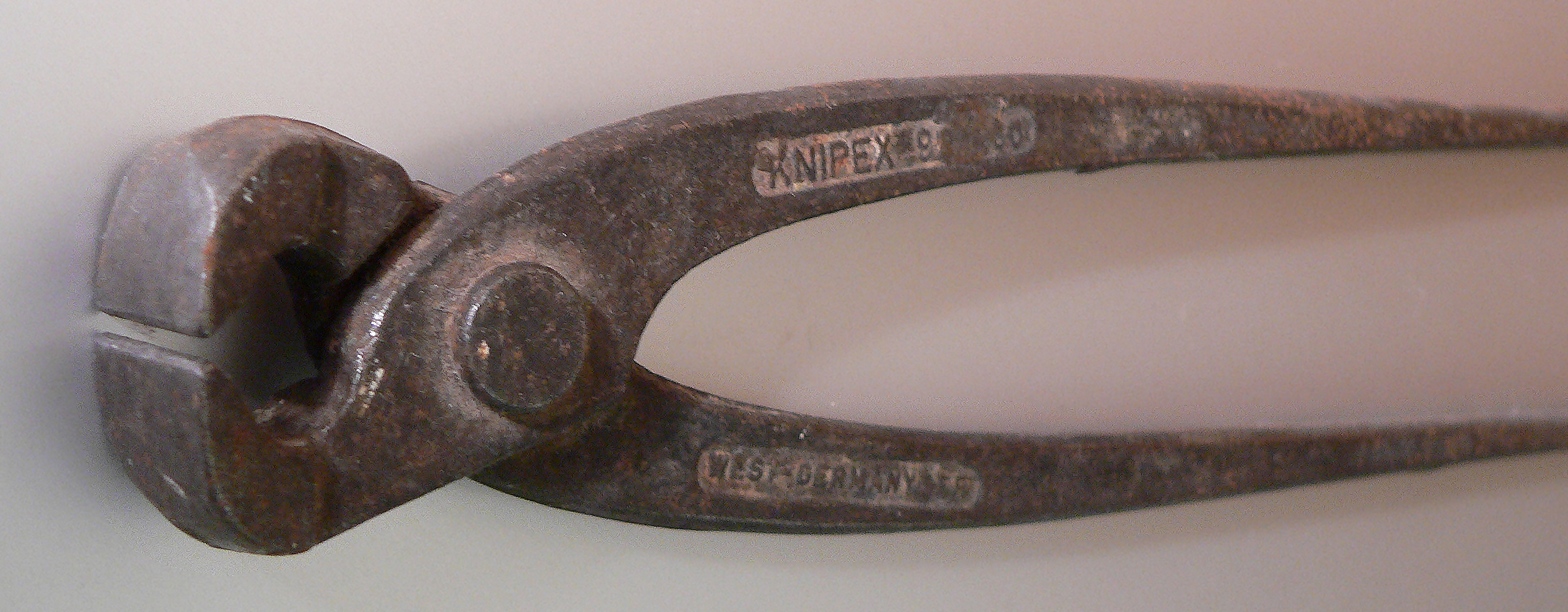
Monierzange

Eine Monierzange (Rabitz- oder Flechterzange, auch Rödelzange) (frz. tenaille russe) ist eine Zange, die überwiegend im Stahlbetonbau zum Verdrillen und Abtrennen der Bindedrähte benutzt wird, mit denen der Bewehrungsstahl (Moniereisen) verbunden wird. Sie wird auch für andere Arbeiten mit Draht oder auch – ähnlich wie eine Kneifzange – zum Herausziehen von Nägeln, Klammern und ähnlichen Gegenständen benutzt.
Im Unterschied zu einer herkömmlichen Kneifzange hat die Monierzange einen kleineren Kopf und ist mit typischen 25 bis 30 cm länger und schlanker.
Ihren Namen erhielt die Monierzange durch den französischen Gärtner und Erfinder Joseph Monier. Dieser verstärkte seine Pflanzkästen mit Draht und entwickelte so das Prinzip des Stahlbetons. Daraus entstanden die Moniereisen des Stahlbetonbaus. 
Demgegenüber geht der Name Rabitzzange auf Carl Rabitz zurück.